# Preferenze lessicografiche
Nella teoria del consumatore, le preferenze lessicografiche sono delle preferenze per dei complessi o panieri di beni dove il consumatore guarda dapprima la quantità di un bene e solo in caso di uguaglianza considera le quantità degli altri beni. Come per l'ordine alfabetico delle voci di un dizionario, si comincia con la prima lettera e, in caso di uguaglianza, si passa alla seconda. Per esempio, bersaglio e binario vengono prima di casa (prima la b, poi la c) e bersaglio viene prima di binario (prima la e poi la i).
Formalmente, sia {\displaystyle x^{1}=\{q_{1}^{1},q_{2}^{1}\}}   e   {\displaystyle x^{2}=\{q_{1}^{2},q_{2}^{2}\}}   due complessi composti dei beni   {\displaystyle q_{1}}   et   {\displaystyle q_{2}}. 
Il complesso {\displaystyle x^{1}}   è preferito al complesso   {\displaystyle x^{2}\quad (x^{1}\succ x^{2})}   se   {\displaystyle q_{1}^{1}>q_{1}^{2}}   oppure   {\displaystyle q_{1}^{1}=q_{1}^{2}}   e   {\displaystyle q_{2}^{1}>q_{2}^{2}}.
Si prende sovente l'esempio dell'alcolizzato dove {\displaystyle q_{1}} è l'alcool. Un altro caso potrebbe essere quello di un affamato e i panieri con dei beni alimentari e dei beni di lusso. Siano {\displaystyle \{3,1\},\{4,0\},\{3,2\}} tre panieri. Il secondo sarà preferito agli altri due (4 > 3) ma il terzo è meglio del primo (2 > 1).
Il secondo principio di giustizia o maximin di John Rawls implica pure delle preferenze lessicografiche. Questo filosofo propone di scegliere la situazione dove l'individuo più svantaggiato si trova meglio. Tra due sistemi economici, bisogna scegliere quello dove l'individuo più povero si trova meglio. In caso di uguaglianza, bisogna prendere la situazione del penultimo individuo più svantaggiato.
Le preferenze lessicografiche non possono essere rappresentate da una funzione di utilità. Le condizioni di continuità non sono soddisfatte. Infatti, siano i due complessi  {\displaystyle x^{n}=\{1+{\frac {1}{n}},1\}}  e   {\displaystyle x^{o}=\{1,3\}}. Per ogni  {\displaystyle n>0}, {\displaystyle x^{n}\succ x^{o}}   ma al limite quando {\displaystyle n\to \infty } ,  {\displaystyle x^{o}\succ x^{n}}.